# ГЕС Oxec II
ГЕС Oxec II — гідроелектростанція, спорудження якої почалось у другій половині 2010-х років на сході Гватемали. Знаходячись після ГЕС Renace III, у випадку завершення стане нижнім ступенем каскаду на річці Кахабон, котра впадає ліворуч до Полочик незадовго до закінчення останньої в озері Ісабаль (дренується через Ріо-Дульсе в Гондураську затоку Карибського моря).
За проектом Кахабон за кілька сотень метрів після впадіння її лівої притоки Oxec повинні перекрити бетонною гравітаційною греблею висотою 41 метр та довжиною 200 метрів. З метою пришвидшення будівництва греблі вперше у Гватемалі вирішили застосувати технологію спорудження кофердаму (тимчасова споруда для відведення води з місця робіт) із кількох десятків сталевих секцій, котрі підлягали заповненню 50 тисячами метрів кубічних матеріалу.
Захоплений греблею ресурс, а також вода, відпрацьована на ГЕС Oxec (26 МВт, живиться зі щойно згаданої притоки за допомогою дериваційної траси довжиною кілька кілометрів), повинні спрямовуватись до машинного залу станції з потужністю 56 МВт.
Втім, по факту не тільки не вдалось оперативно завершити проект, але вся його доля опинилась невизначеною через протести місцевих мешканців, внаслідок яких будівельні роботи призупинили до вирішення справи у суді. Станом на 2018 рік на знімках з космосу у руслі Кахабон видно частково споруджену греблю.